# Сайрам Ісаєва
Сайрам Негматівна Ісаєва (Ісоєва, тадж. Сайрам Исоева; *24 листопада 1942, м. Душанбе, Таджицька РСР) — радянська таджицька акторка театру та кіно, театральна режисерка; Заслужена артистка (1971) і Народна артистка Таджикистану (1986).

## Біографія
Сайрам Негматівна Ісаєва (Ісоєва) народилася 24 листопада 1942 року в Душанбе.
Закінчила Ташкентський театрально-художній інститут ім. О. Островського (1964).
Від 1964 року — акторка Ленінабадського музично-драматичного театру ім. О. С. Пушкіна (нині Театр музичної комедії імені Камолі Худжанді).
У кіно Сайрам Ісаєва почала зніматися 1962 року.
С. Ісаєва — головна режисерка-художня керівниця Театру музичної комедії ім. Камола Худжанд в Худжанді.
Від 1971 року — Заслужена артистка, від 1986 року — Народна артистка Таджикистану.
Чоловік — артист Іслом (Іслам) Саломов.

## Фільмографія
Сайрам Ісаєва знімалася переважно в таджицьких стрічках на «Таджикфільмі», але також і на інших кіностудіях, зокрема доволі часто в Узбекистані:
- 1962 — «Тиші не буде»;
- 1964 — «Життя пройшло вночі» («Узбекфільм»);
- 1965 — «Прозріння»;
- 1966 — «Білі, білі лелеки»;
- 1967 — «Увійди в мій будинок»;
- 1970 — «Третя дочка»;
- 1971 — «Рустам і Сухраб»;
- 1971 — «Сказання про Рустама»;
- 1972 — «Ураган в долині»;
- 1973 — «Зустрічі і розлуки» («Узбекфільм»);
- 1973 — «Одна серед людей» («Узбекфільм»);
- 1974 — «Одного життя мало»;
- 1977 — «Будинок під палючим сонцем»;
- 1978 — «Хорезмійська легенда»;
- 1978 — «Чуже щастя»;
- 1980 — «Які наші роки!» («Узбекфільм»);
- 1981 — «Злочинець і адвокати»;
- 1981 — «Райдуга семи надій» («Узбекфільм»);;
- 1982 — «Дві глави з сімейної хроніки»;
- 1982 — «Якщо кохаєш...»;
- 1982 — «Переворот за інструкцією 107»;
- 1983 — «Сімейні таємниці»;
- 1984 — «Позивні «Вершина»»;
- 1986 — «Алмазний пояс»;
- 1986 — «Здрастуйте, Гульнора Рахімівна!»;
- 1987 — «Випадок в аеропорту»;
- 1989 — «Східна шахрайка»;
- 1997 — «Минулі дні» (Узбекистан).

## Виноски
1. ↑  Фільмографія С. Ісаєвої [Архівовано 30 жовтня 2008 у Wayback Machine.] на Сайрам Ісаєва на www.kino-teatr.ru [Архівовано 30 жовтня 2008 у Wayback Machine.] (рос.)